# Tutto a posto e niente in ordine
Tutto a posto e niente in ordine è un film del 1974 scritto e diretto da Lina Wertmüller.

## Trama
Due giovani del Piemonte, Gino e Carletto, si trasferiscono a Milano con l’idea di costruirsi un futuro migliore. Fin dai primi momenti si trovano spaesati e impreparati di fronte alla realtà urbana, caotica e indifferente. Il loro primo incontro milanese è con una giovane siciliana, Adelina, appena giunta anche lei nella grande città e disperata per non riuscire a trovare la cugina Isotta. I tre si aiutano a vicenda e stringono amicizia, incontrando presto altri personaggi altrettanto fuori posto nella metropoli: tra questi la pragmatica Bik, il generoso ma sfortunato Sante, la dolce Mariuccia, e il cuoco piemontese Bruno. I nuovi arrivati decidono di condividere un grande appartamento lasciato libero da un amico di Biky, morto suicida. Formano così una sorta di comune, dove ciascuno cerca di tirare avanti tra piccoli lavori e grandi sogni. Gino, inizialmente onesto, cede alle lusinghe della ricchezza facile e inizia a collaborare con un delinquente conosciuto il primo giorno in città. Carletto trova lavoro in un ristorante milanese, dove si scontra con ritmi disumani e conflitti tra colleghi. Sante, padre di numerosi figli, lotta quotidianamente per mantenerli, finendo per trovarsi coinvolto in un attentato di matrice politica.
Nel frattempo le ragazze si barcamenano tra l’apparente emancipazione e dure verità: Biky punta tutto sul denaro, Isotta vive di prostituzione per sostenere la famiglia al paese, mentre Adelina rifiuta Carletto perché considera il matrimonio un investimento fallimentare. Mentre i sogni iniziali svaniscono nella nebbia del disincanto urbano, ognuno è costretto a fare i conti con una realtà in cui la sopravvivenza ha spesso il sopravvento sulla solidarietà. Il film si chiude su una nota di flebile speranza, quasi subito offuscata dalla durezza della vita.

## Produzione
Il film è stato girato a Milano; molte scene sono state girate nel palazzo di via Gustavo Fara 33, tuttora esistente.

## Colonna sonora
La colonna sonora è stata composta da Piero Piccioni e pubblicata da Beat Records Company nel 1974 in LP con numero di catalogo LPF 027. In seguito è stata ristampata in Italia e Giappone in LP e CD a partire dal 1993. Il brano più noto della colonna sonora, Traffic Boom, è stato inoltre incluso nella compilation Beat at Cinecittà - Volume 1 e nella colonna sonora del film Il grande Lebowski, nel 1998.

### Tracce
Testi e musiche di Piero Piccioni; edizioni musicali Beat Records Company.
1. Adelina – 3:09
2. Traffic Boom – 3:15
3. La Bella Signora – 3:18
4. La Bella Signora (Bossanova) – 4:08
5. Tema Città – 2:15
6. La Ragazza Nella Vetrina – 2:03
7. Tutto A Posto – 3:07
8. Sante Mariuccia Tango – 4:04
9. Palazzo Del Ghiaccio – 2:12
10. A Tempo Di Gavotta – 2:40
11. Valzer Sul Palchetto – 4:12
12. Per La Strade – 3:16